# 陈龙 (1964年)
陈龙（1964年7月—），男性，汉族，中共党员，浙江诸暨人，中华人民共和国政治人物。
曾任浙江省水利厅办公室副主任，浙江省人民政府办公厅农贸处副处长、农业处处长，办公厅副主任、浙江省人民政府副秘书长。2015年4月出任浙江省水利厅厅长。2018年2月转任中共金华市委书记。2021年11月调离金华，出任浙江省自然资源厅厅长。2024年1月，转任宁波市政协主席。